# Марсельська обсерваторія
43°18′20″ пн. ш. 5°23′41″ сх. д. / 43.305449° пн. ш. 5.394606° сх. д.
Марсельська обсерваторія (фр. Observatoire de Marseille, код обсерваторії «014») — професійна астрономічна обсерваторія, розташована в Марселі, на півдні Франції. Обсерваторія об'єднує кілька відділів: лабораторія астрофізики Марселя, обсерваторія Верхнього Провансу (Haute Provence), лабораторія зоряної і всесвітньої інтерференції, відділ Гассенді

## Історія
Перші спостереження в обсерваторії Марселя почалися в 1702, кошти на перший телескоп були надані королівською субсидією, перший директор обсерваторії був єзуїт, Антуан Лаваль. З 1718 по 1729 обсерваторія була закрита, у зв'язку з від'їздом Лаваля в Тулон. З прибуттям в обсерваторію Еспріта Пазена починається новий етап розвитку, в тому ж році обсерваторія стає королівською обсерваторією флоту. Під час керування Пазена в обсерваторію були найняті двоє нових астрономів, а також встановлено 6-футовий телескоп. Пазена втратив свій пост в 1763.
Протягом всього часу роботи обсерваторії, в ній активно велися пошуки астероїдів і наукові спостереження, одним із визначних відкриттів є відкриття Квінтету Стефана в 1877 році.

## Керівники обсерваторії
- Антуан Лаваль 1702—1728
- Еспріт Пазена 1729—1763
- Сан-Жак де Сільвабелл 1763—1801
- Жак-Джозеф Туліс 1801—1810
- Жан-Жак Бланпейн 1810—1821
- Жан-Фелікс Адольф Гамбарт 1821—1836
- Бенжамін Валз 1836—1860
- Едуард Стефан 1866—1907
- Генрі Боргет 1907—1921
- Генрі Бійсон 1921—1923
- Жан Бослер 1923—1948
- Ференбак, Шарль Макс 1948—1972

1. ↑  https://www.archives13.fr/archive/fonds/FRAD013_1091801